# ترجمة بين سطور
الترجمة بين السطور ترجمة تجعل بين أسطر النص لنقله إلى لغة ما أو نسخه بحروفها أو تفسير بعض ألفاظه.